# 얼굴 인식 시스템

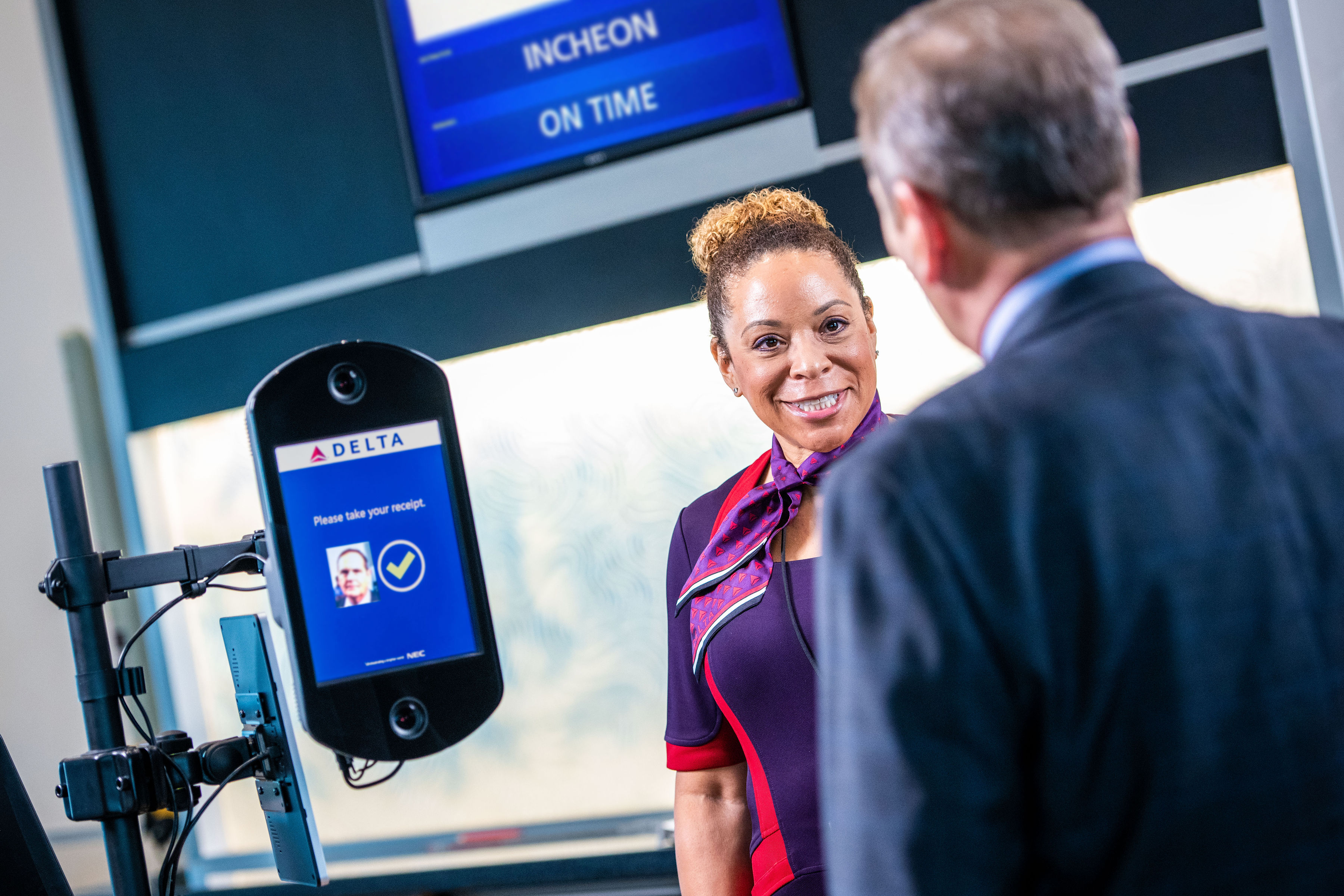
미국 공항의 얼굴 인식 시스템

얼굴 인식 시스템(영어: facial recognition system) 또는 안면 인식 시스템(顔面認識 - )은 디지털 이미지를 통해 각 사람을 자동으로 식별하는 컴퓨터 지원 응용 프로그램을 말한다. 이는 살아 있는 이미지에 나타나는 선택된 얼굴 특징과 안면 데이터베이스를 서로 비교함으로써 이루어진다. 이는 일반적으로 보안 시스템으로 사용되며 지문이나 동공 인식 시스템과 같은 다른 생체 인식(biometrics)과 비교될 수 있다.
얼굴 인식 시스템은 잠재적으로 디지털 이미지나 비디오 프레임의 사람 얼굴을 얼굴 데이터베이스와 일치시킬 수 있는 기술이다. 이러한 시스템은 일반적으로 ID 확인 서비스를 통해 사용자를 인증하는 데 사용되며, 주어진 이미지에서 얼굴 특징을 찾아내고 측정하는 방식으로 작동한다.
개발은 1960년대에 컴퓨터 애플리케이션 형태로 시작하여 유사한 시스템에서 시작되었다. 안면 인식 시스템은 처음 출시된 이후 최근 스마트폰과 로봇공학과 같은 다른 형태의 기술에서 더 폭넓게 사용되고 있다. 컴퓨터화된 안면인식은 인간의 생리적 특성을 측정하는 것이기 때문에 안면인식 시스템은 생체인식으로 분류된다. 안면인식 시스템은 생체인식 기술 중 홍채인식, 지문인식, 손바닥 인식, 음성인식에 비해 정확도가 떨어지지만 비접촉 방식이라는 특성 때문에 널리 채택되고 있다. 안면 인식 시스템은 인간과 컴퓨터의 고급 상호 작용, 비디오 감시, 법 집행, 승객 검색, 고용 및 주택 결정, 이미지 자동 색인 생성 등에 사용되었다.
얼굴 인식 시스템은 오늘날 전 세계적으로 정부와 민간 기업에서 사용되고 있다. 효율성은 다양하며 일부 시스템은 이전에 비효율성으로 인해 폐기되었다. 안면 인식 시스템의 사용은 또한 시스템이 시민의 사생활을 침해하고, 일반적으로 잘못된 식별을 수행하며, 성별 규범과 인종 프로파일링을 장려하고, 중요한 생체 인식 데이터를 보호하지 않는다는 주장으로 논란을 불러일으켰다. 딥 페이크 등 합성 미디어의 등장도 보안에 대한 우려를 불러일으켰다. 이러한 주장으로 인해 미국의 여러 도시에서 얼굴 인식 시스템이 금지되었다. 사회적 우려가 커지면서 소셜 네트워킹 회사인 메타 플랫폼스는 2021년에 페이스북 얼굴 인식 시스템을 종료하고 10억 명 이상의 사용자의 얼굴 스캔 데이터를 삭제했다. 이러한 변화는 기술 역사상 얼굴 인식 사용에 있어 가장 큰 변화 중 하나를 나타낸다. IBM도 비슷한 우려로 안면인식 기술 제공을 중단했다.

## 같이 보기
- 샴 신경망
- 자동 번호판 인식
- 카드 리더
- 컴퓨터 비전
- 인공지능의 개요
- 패턴 인식, 유추, 사례기반추론
- 정맥 인식